# 勞勃·華生-瓦特
勞勃·華生-瓦特爵士（英語：Sir Robert Alexander Watson-Watt，1892年4月13日—1973年12月5日），英國蘇格蘭物理學家，雷達的發明者。他声称自己是蒸汽机改进者詹姆斯·瓦特的后代。

## 生平
二次大戰時期，他曾被英國空軍部招集研究死光的可能性。另外，他所發明的雷達在二戰期間發揮了預警的功效。在英國軍方的支持下，他率領團隊著手建造雷達站，並於1935年6月17日首次成功偵測到飛機。另外在1956年，華生-瓦特在加拿大開車超速，被雷達測速槍測得，因此被開了一張加幣12.5元的罰單。華生-瓦特因此自嘲成了自己發明的受害者。